# Стшелце Ополскје
Стшелце Ополскје (пољ. Strzelce Opolskie) град је у Пољској у Војводству опољском. По подацима из 2012. године број становника у месту је био 18 610 становника.

## Становништво
| 2012.  |
| ------ |
| 18 610 |